# Sanguisorba rupicola
Sanguisorba rupicola är en rosväxtart som först beskrevs av Pierre Edmond Boissier och Reut., och fick sitt nu gällande namn av Rivas Goday och Esteve Chueca. Sanguisorba rupicola ingår i släktet storpimpineller, och familjen rosväxter. Inga underarter finns listade i Catalogue of Life.

## Bildgalleri

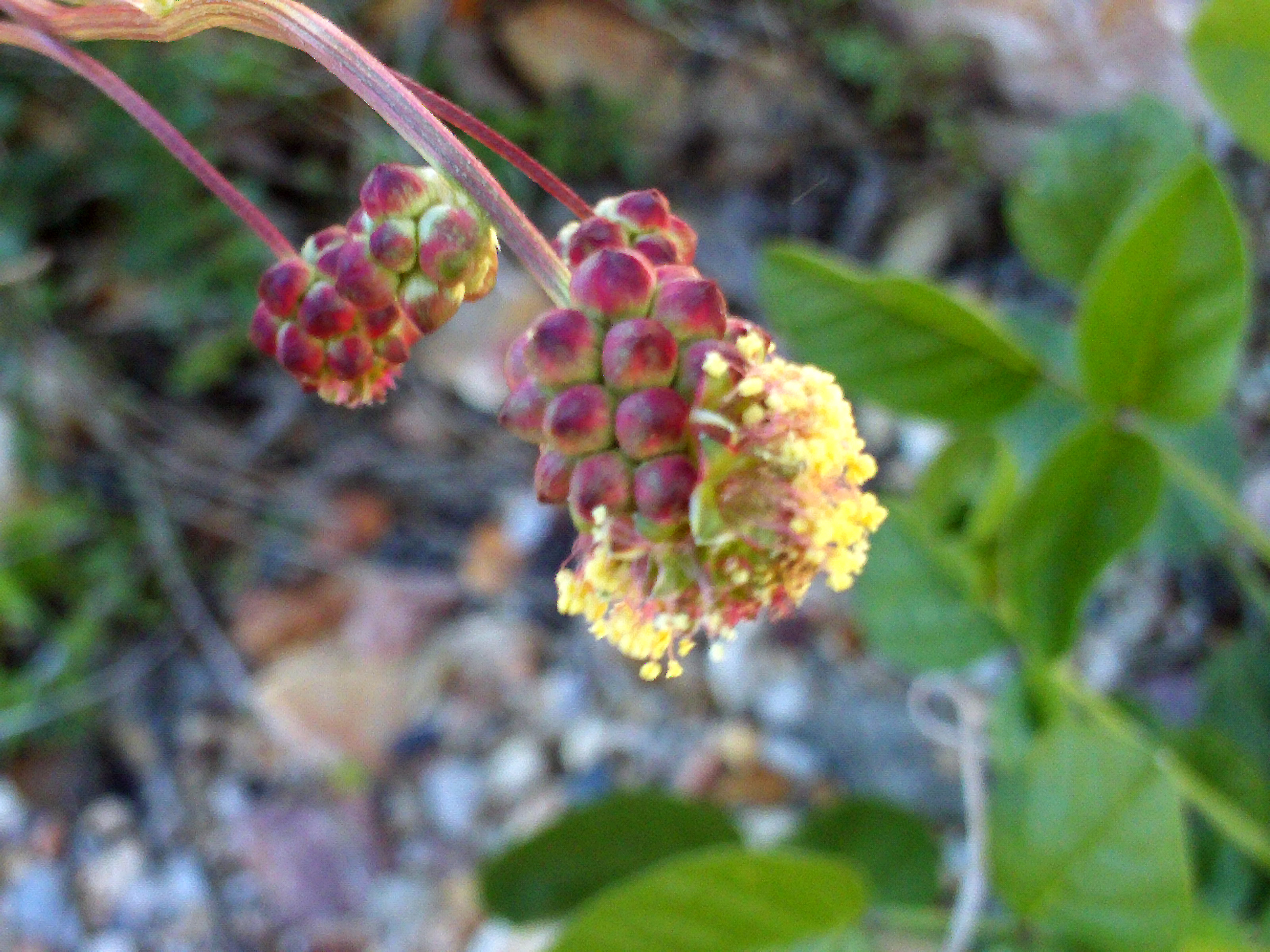
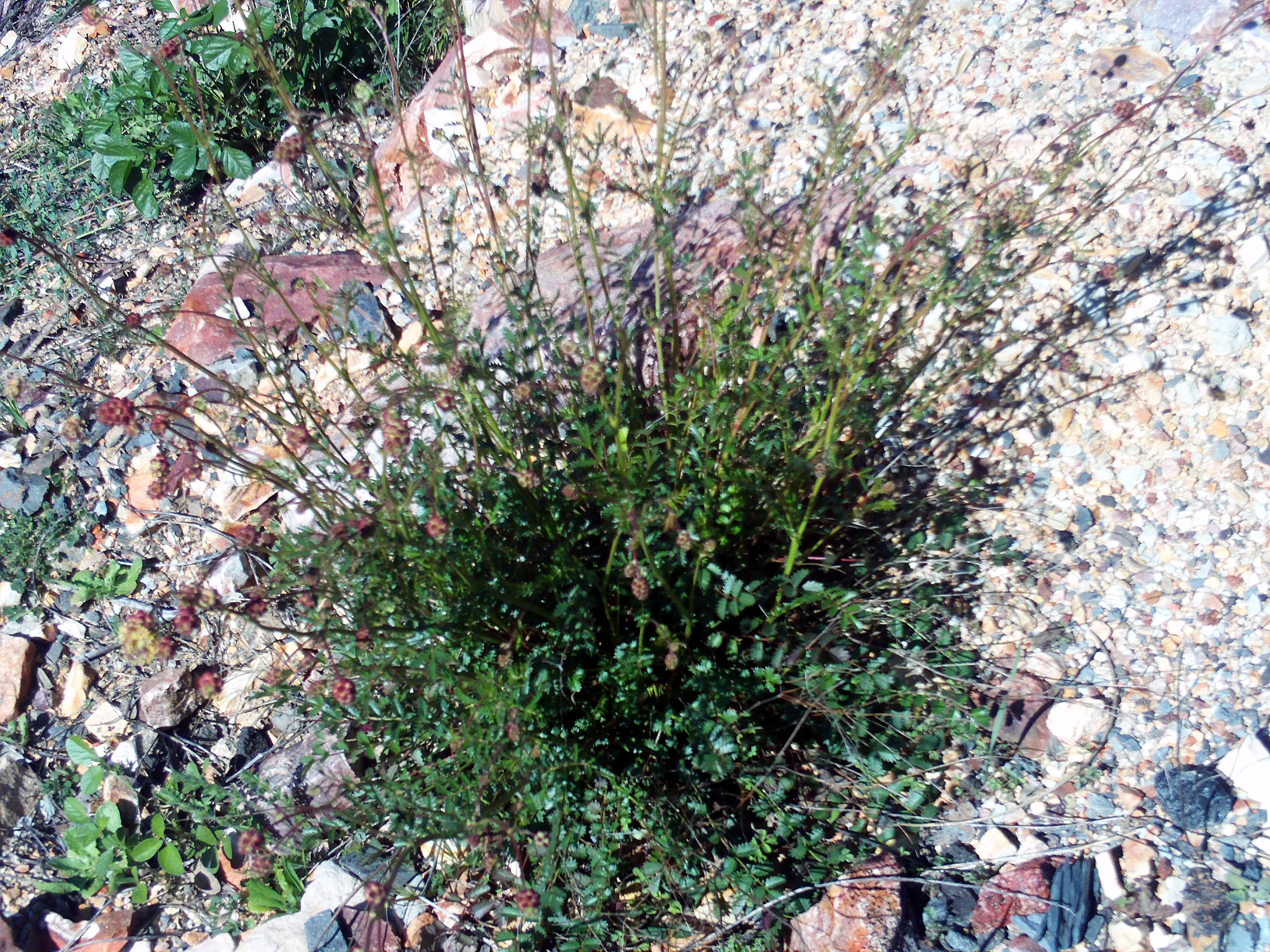